# Jozef Gabriška
Jozef Gabriška (29. prosince 1921 - 2004)) byl slovenský a československý politik Komunistické strany Slovenska a poúnorový poslanec Národního shromáždění ČSSR a Sněmovny lidu Federálního shromáždění.

## Biografie
Ve volbách roku 1960 byl zvolen za KSS do Národního shromáždění ČSSR za Východoslovenský kraj. Mandát obhájil ve volbách v roce 1964. V Národním shromáždění zasedal až do konce jeho funkčního období v roce 1968.
K roku 1964 se uvádí profesně jako ředitel Východoslovenských celulózek v Hencovcích. V roce 1968 uváděn coby předseda Krajského národního výboru z obvodu Vranov nad Topľou.
V letech 1967-1968 se zmiňuje jako člen Ústředního výboru Komunistické strany Slovenska či účastník plenárních zasedání ÚV KSS.
Po federalizaci Československa usedl roku 1969 do Sněmovny lidu Federálního shromáždění (volební obvod Vranov nad Topľou), kde setrval do konce funkčního období, tedy do voleb roku 1971.